# Kunskapsteoretisk idealism
Kunskapsteoretisk idealism, eller kunskapsidealism, är inom filosofin en riktning som besvarar den epistemologiska frågan om vår kunskaps giltighet och gränser med att det enda vi har kunskap om är våra egna mentala upplevelser, som finns i vårt medvetande, och inte om någon materiell yttervärld, som skulle existera utanför och oberoende av vårt medvetna.

## Bakgrunden
Bakgrunden till dessa tankar finns hos empiristen John Locke (1632–1704) som tänkte sig att verkligheten har två olika slags egenskaper: primära och sekundära. Med de primära egenskaperna menade Locke till exempel form och volym och med de sekundära menade han till exempel färg och smak. Locke tänkte sig att de primära egenskaperna är objektiva medan de sekundära är subjektiva.
Ett problem med denna uppdelning är att de egenskaper som Locke kallade primära också är subjektiva. Till exempel uppfattas ett föremåls storlek och form helt olika av personer som ser det ur olika vinklar. Kunskapsidealistiska och fenomenologiska filosofer har med insikt om detta problem gått vidare från Locke och dragit slutsatsen att alla egenskaper egentligen är ”sekundära” och att det alltså inte finns någon objektiv verklighet. 

### Berkeley
En av de filosofer som anslutit sig till denna tanke var George Berkeley (1685–1753) som sammanfattade sin filosofi i tesen: ”esse est percipi”, ”att vara är att förnimmas”. Berkeley menade precis som Locke att det enda vi kan veta är vad vi kan uppfatta och de slutsatser vi kan dra från vår erfarenhet men menade att ingenting är materiellt utan att verkligheten endast existerar som subjektiva upplevelser i medvetandet. Berkeley tänkte sig att människornas icke-materiella själar existerar men att allting annat som vi upplever just bara är upplevelser.
Ett problem med denna verklighetsuppfattning är att ifall den är sann borde ting upphöra att existera så fort de inte upplevs av någon, då detta uppenbarligen inte är fallet. Berkeley löste detta problem genom antagandet att det finns ett medvetande som alltid upplever allt, det vill säga att allt som existerar är delar av Guds medvetande. Berkeley ansåg att han därmed hade bevisat Guds existens.
Mot Berkeley teori framförs invändningen att han begick ett misstag när han antog att det är världen i sig som är subjektiv och att det bara är Gud och våra själar är objektiva. Den möjlighet han inte väljer är att det är de verktyg vi använder för att uppfatta världen med som är subjektiva medan verkligheten är objektiv. I den senare förklaringen kan verkligheten vara fullt objektiv men ändå ser den helt olika ut för olika personer eftersom de har olika utgångspunkt.